# Lanius souzae
Lanius souzae е вид птица от семейство Laniidae.

## Разпространение
Видът е разпространен в Ангола, Ботсвана, Габон, Замбия, Република Конго, Демократична република Конго, Малави, Мозамбик, Руанда и Танзания.